# Echte Welse
Die Echten Welse (Siluridae) sind eine Fischfamilie, die in Süßgewässern in Osteuropa und in ganz Asien, mit Ausnahme Sibiriens und der Arabischen Halbinsel vorkommt. Zwei Arten, der europäische Wels (Silurus glanis) und der Aristoteleswels (Silurus aristotelis), leben in Europa.

## Merkmale
Echte Welse haben eine schuppenlose, nackte Haut. Der Kopf ist flachgedrückt, das Maul breit. Am Oberkiefer befindet sich ein Paar Barteln, am Unterkiefer ein bis zwei. Die Rückenflosse ist nur klein oder nicht vorhanden. Sie wird, wenn vorhanden, von weniger als sieben Flossenstrahlen gestützt. Ein Flossenstachel kommt niemals vor. Eine Fettflosse ist nicht vorhanden. Die Afterflosse ist lang, wird von 41 bis 110 Flossenstrahlen gestützt und ist bei der Gattung Silurichthys mit der Schwanzflosse verwachsen. 
Sie werden, je nach Art, acht Zentimeter bis drei Meter lang. Die Glaswelse (Gattung Kryptopterus) sind mehr oder weniger durchscheinend.

## Systematik

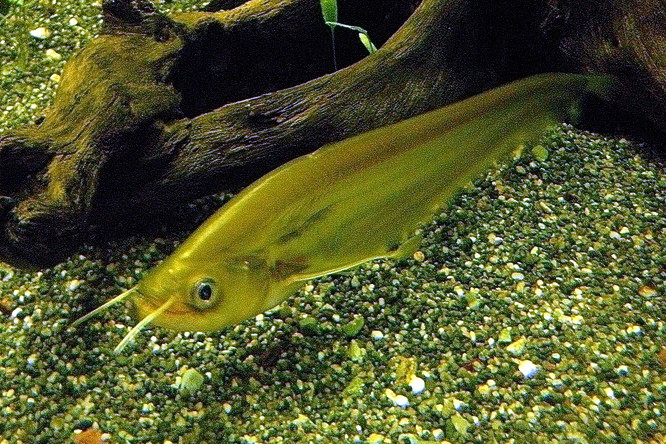
Belodontichthys dinema

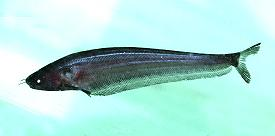
Hemisilurus mekongensis

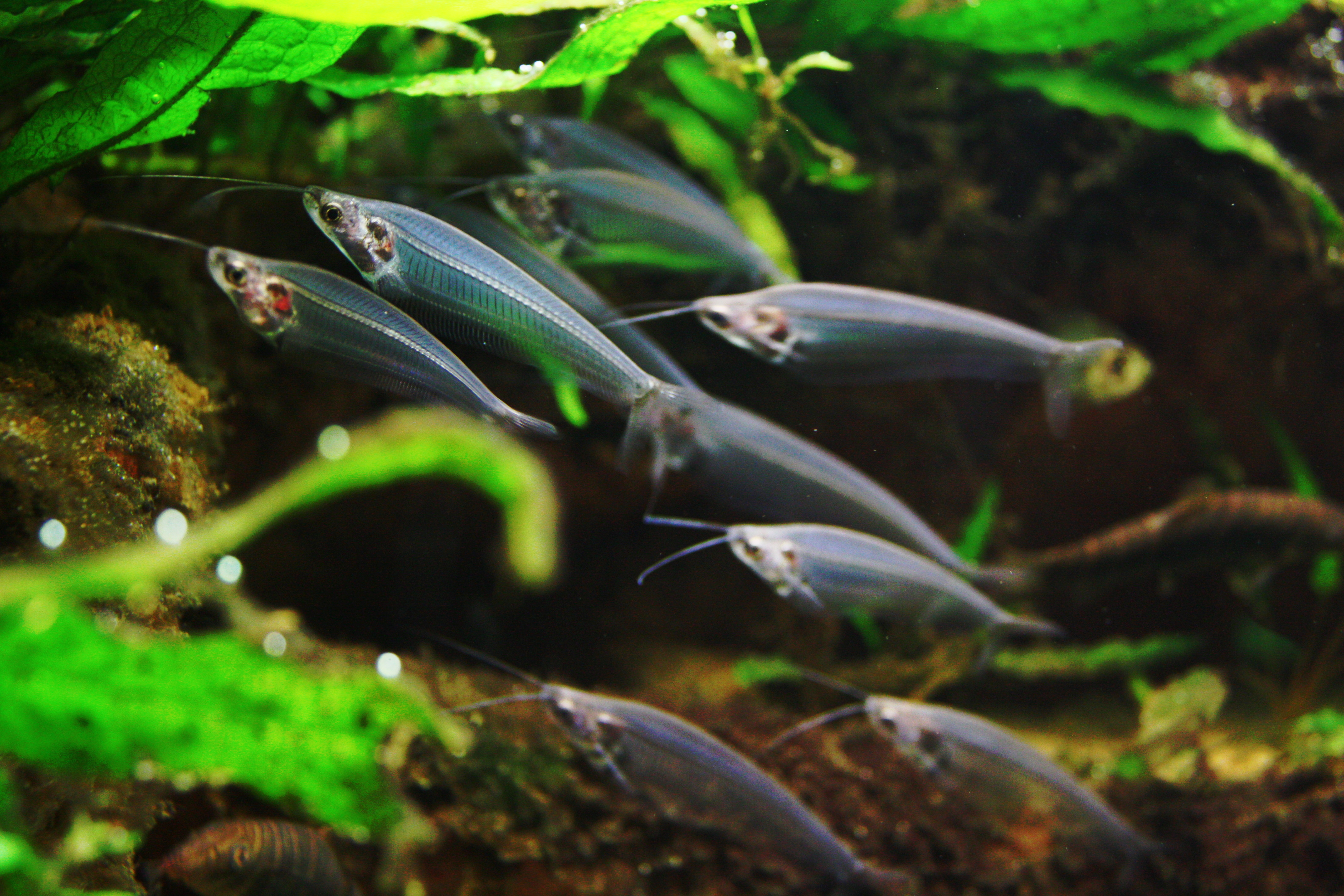
Indischer Glaswels (Kryptopterus vitreolus)

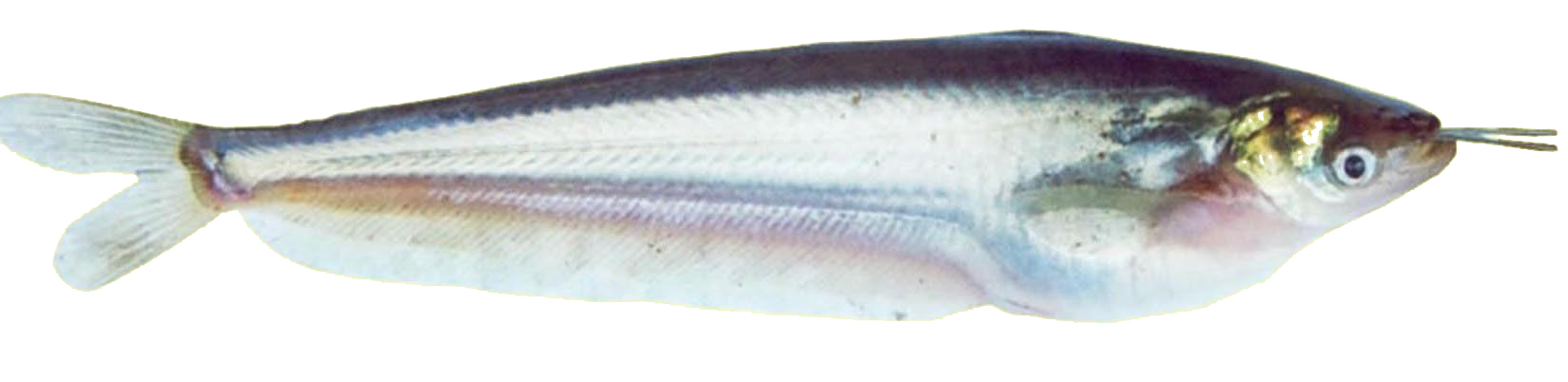
Ompok bimaculatus

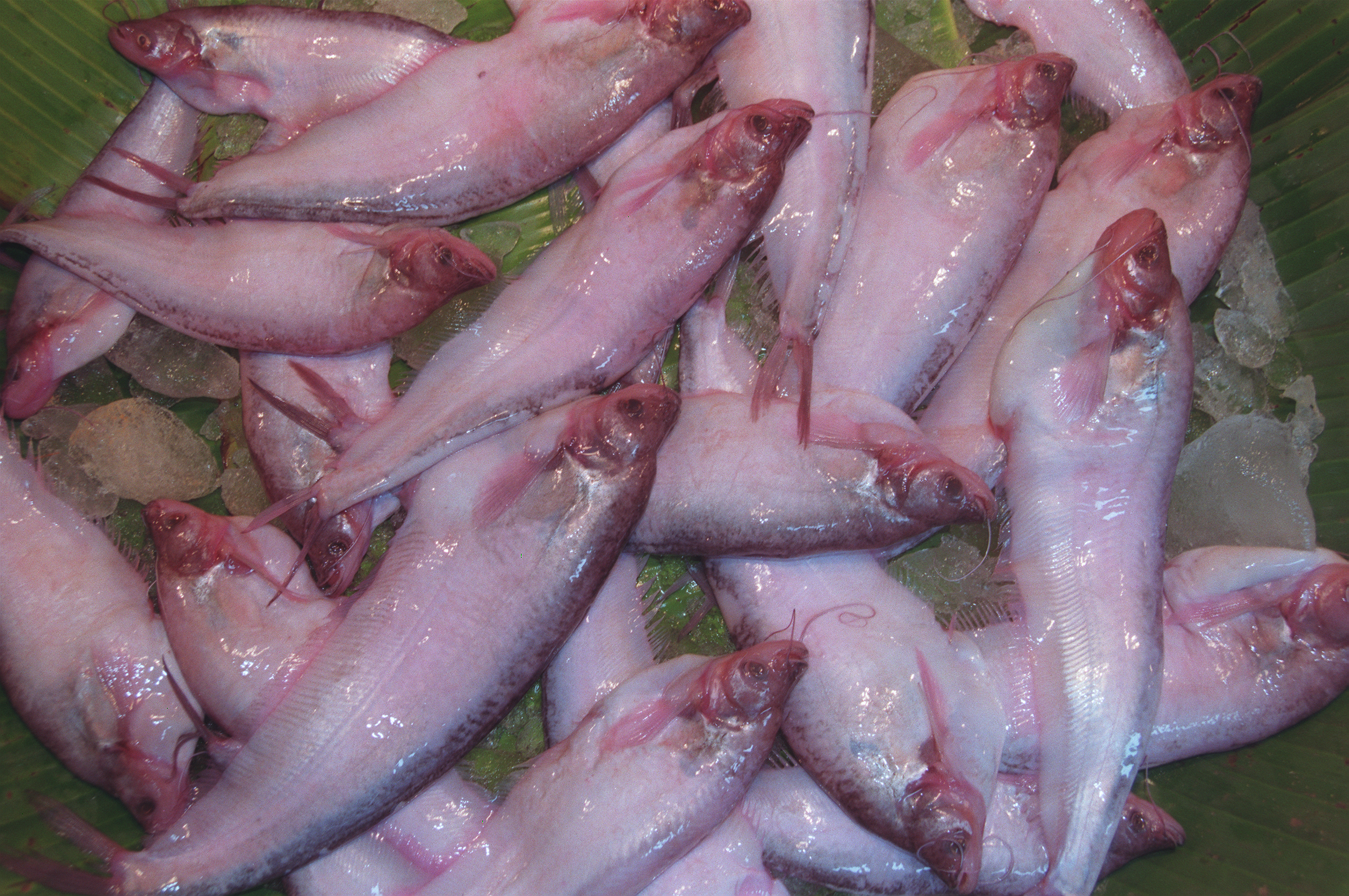
Ompok pabda

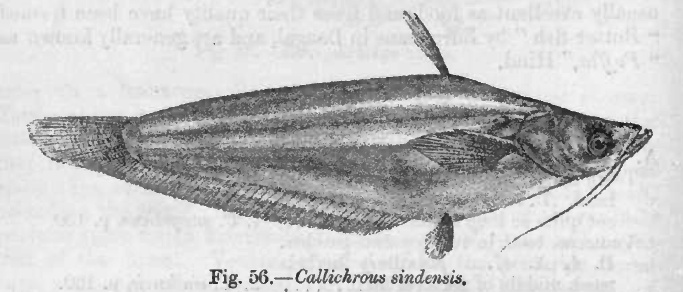
Ompok sindensis

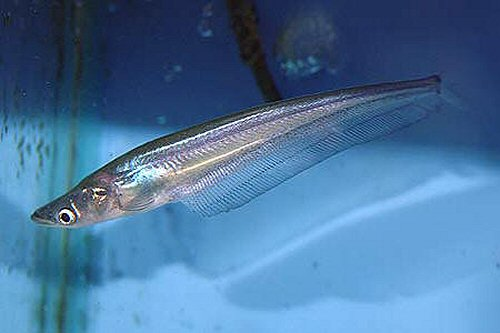
Phalacronotus bleekeri

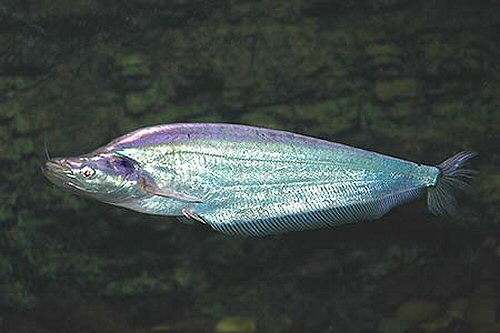
Phalacronotus apogon

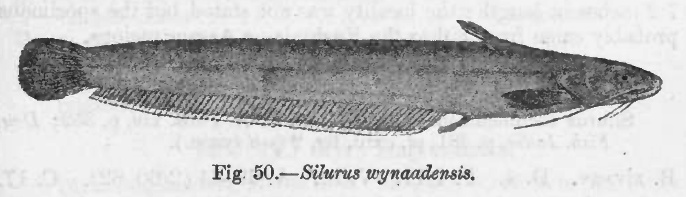
Pterocryptis wynaadensis

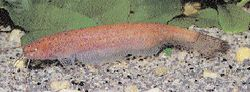
Silurichthys schneideri

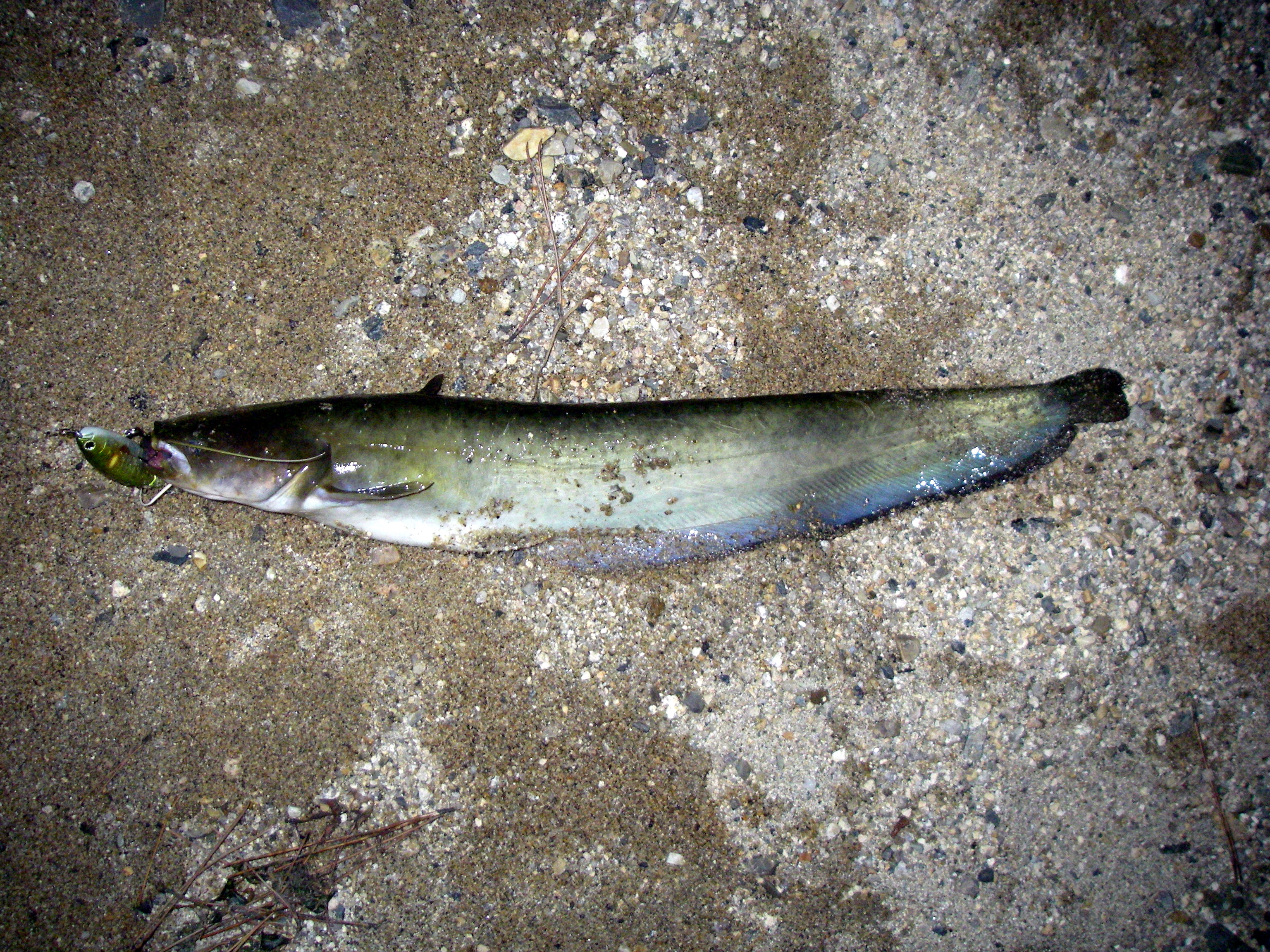
Silurus asotus

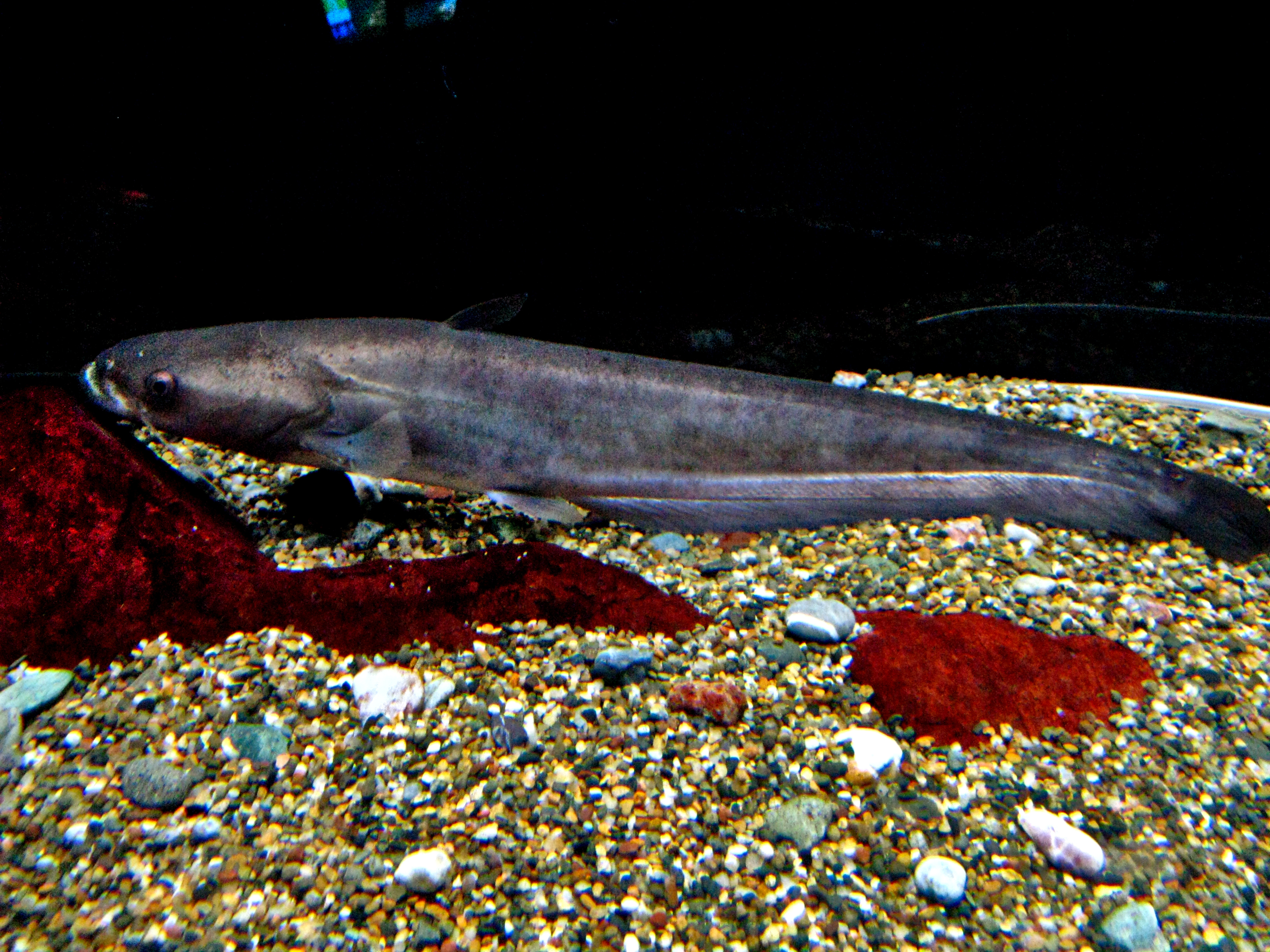
Silurus biwaensis

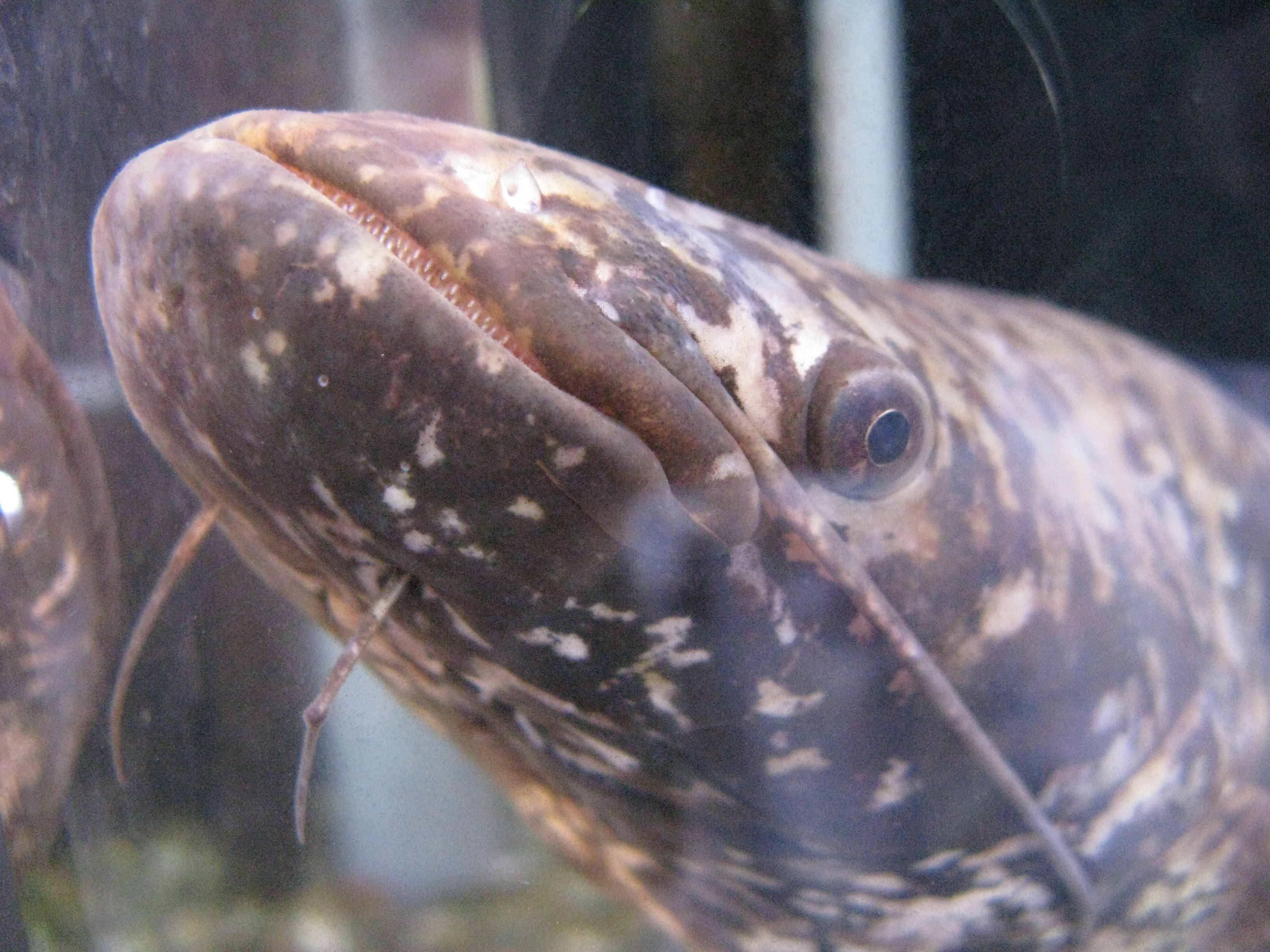
Silurus lithophilus

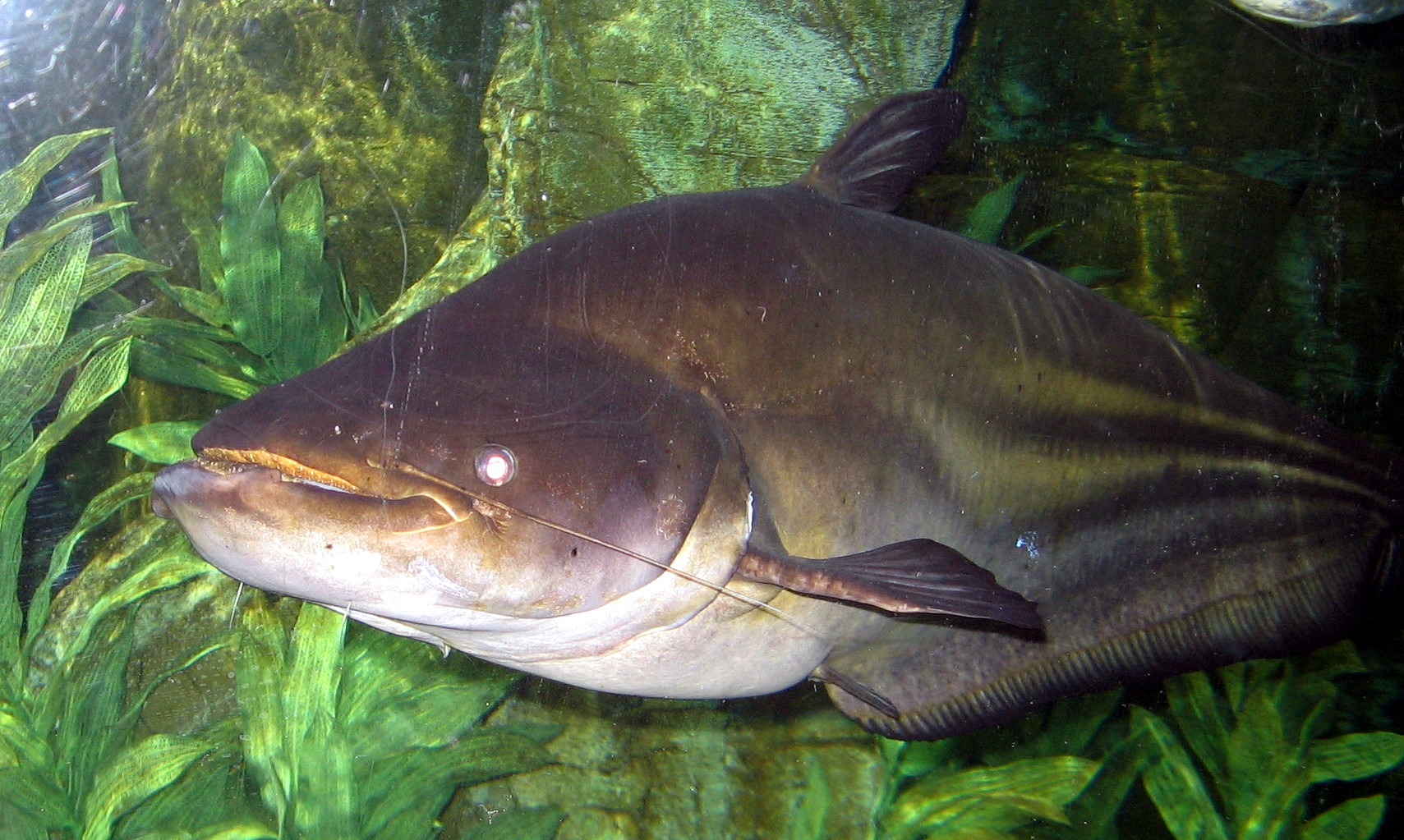
Wallagonia leerii

Es gibt elf bis zwölf Gattungen und über 100 Arten, wobei die Zuordnung einiger Arten zu ihren Gattungen von verschiedenen Autoren unterschiedlich gehandhabt und teilweise auch mehr Gattungen anerkannt werden.
- Familie Siluridae (Echte Welse) Cuvier, 1816
  - Gattung Belodontichthys Bleeker, 1858 (zwei Arten)
    - Belodontichthys dinema (Bleeker, 1851)
    - Belodontichthys truncatus Kottelat & Ng, 1999

  - Gattung Ceratoglanis Myers, 1938 (zwei Arten)
    - Ceratoglanis pachynema Ng, 1999
    - Ceratoglanis scleronema (Bleeker, 1862)

  - Gattung Hemisilurus Bleeker, 1858 (drei Arten)
    - Hemisilurus heterorhynchus (Bleeker, 1853)
    - Hemisilurus mekongensis Bornbusch & Lundberg, 1989
    - Hemisilurus moolenburghi Weber & de Beaufort, 1913

  - Gattung Kryptopterus Bleeker, 1858 (20 Arten)
    - Kryptopterus baramensis Ng, 2002
    - Kryptopterus bicirrhis (Valenciennes, 1840)
    - Kryptopterus cheveyi Durand, 1940
    - Kryptopterus cryptopterus (Bleeker, 1851)
    - Kryptopterus dissitus Ng, 2001
    - Kryptopterus geminus Ng, 2003
    - Kryptopterus hesperius Ng, 2002
    - Kryptopterus lais (Bleeker, 1851)
    - Kryptopterus limpok (Bleeker, 1852)
    - Kryptopterus lumholtzi Rendahl, 1922
    - Kryptopterus macrocephalus (Bleeker, 1858)
    - Kryptopterus minor Roberts, 1989
    - Kryptopterus mononema (Bleeker, 1847)
    - Kryptopterus palembangensis (Bleeker, 1852)
    - Kryptopterus paraschilbeides Ng, 2003
    - Kryptopterus piperatus Ng, Wirjoatmodjo & Hadiaty, 2004
    - Kryptopterus sabanus (Inger & Chin, 1959)
    - Kryptopterus schilbeides (Bleeker, 1858)
    - Indischer Glaswels (Kryptopterus vitreolus) Ng & Kottelat, 2013

  - Gattung Micronema Bleeker, 1858 (drei Arten)
    - Micronema hexapterus (Bleeker, 1851)
    - Micronema moorei (Smith, 1945)
    - Micronema platypogon (Ng, 2004)

  - Gattung Ompok Lacepède, 1803 (28 Arten)
    - Ompok argestes Sudasinghe & Meegaskumbura, 2016
    - Ompok bimaculatus (Bloch, 1794)
    - Ompok binotatus Ng, 2002
    - Ompok borneensis (Steindachner, 1901)
    - Ompok brevirictus Ng & Hadiaty, 2009
    - Ompok canio (Hamilton, 1822)
    - Ompok ceylonensis (Günther, 1864)
    - Ompok eugeneiatus (Vaillant, 1893)
    - Ompok fumidus Tan & Ng, 1996
    - Ompok goae (Haig, 1952)
    - Ompok hypophthalmus (Bleeker, 1846)
    - Ompok javanensis (Hardenberg, 1938)
    - Ompok jaynei Fowler, 1905
    - Ompok karunkodu Ng, 2013
    - Ompok leiacanthus (Bleeker, 1853)
    - Ompok malabaricus (Valenciennes, 1840)
    - Ompok miostoma (Vaillant, 1902)
    - Ompok pabda (Hamilton, 1822)
    - Ompok pabo (Hamilton, 1822)
    - Ompok pinnatus Ng, 2003
    - Ompok platyrhynchus Ng & Tan, 2004
    - Ompok pluriradiatus Ng, 2002
    - Ompok rhadinurus Ng, 2003
    - Ompok siluroides Lacepède, 1803
    - Ompok sindensis (Day, 1877)
    - Ompok supernus Ng, 2008
    - Ompok urbaini (Fang & Chaux, 1949)
    - Ompok weberi (Hardenberg, 1936)

  - Gattung Phalacronotus Bleeker, 1857 (4 Arten)
    - Phalacronotus apogon (Bleeker, 1851)
    - Phalacronotus bleekeri (Günther, 1864)
    - Phalacronotus micronemus (Bleeker, 1846)
    - Phalacronotus parvanalis (Inger & Chin, 1959)

  - Gattung Pinniwallago Gupta, Jayaram & Hajela, 1981 (monotypisch)
    - Pinniwallago kanpurensis Gupta, Jayaram & Hajela, 1981

  - Gattung Pterocryptis Peters, 1861 (17 Arten)
    - Pterocryptis anomala (Herre, 1934)
    - Pterocryptis barakensis Vishwanath & Nebeshwar Sharma, 2006
    - Pterocryptis berdmorei (Blyth, 1860)
    - Pterocryptis bokorensis (Pellegrin & Chevey, 1937)
    - Pterocryptis buccata Ng & Kottelat, 1998
    - Pterocryptis burmanensis (Thant, 1966)
    - Pterocryptis cochinchinensis (Valenciennes, 1840)
    - Pterocryptis crenula Ng & Freyhof, 2001
    - Pterocryptis cucphuongensis (Mai, 1978)
    - Pterocryptis furnessi (Fowler, 1905)
    - Pterocryptis gangelica Peters, 1861
    - Pterocryptis indicus (Datta, Barman & Jayaram, 1987)
    - Pterocryptis inusitata Ng, 1999
    - Pterocryptis subrisa Ng et al., 2018
    - Pterocryptis taytayensis (Herre, 1924)
    - Pterocryptis torrentis (Kobayakawa, 1989)
    - Pterocryptis verecunda Ng & Freyhof, 2001
    - Pterocryptis wynaadensis (Day, 1873)

  - Gattung Silurichthys Bleeker, 1856 (neun Arten)
    - Silurichthys citatus Ng & Kottelat, 1997
    - Silurichthys gibbiceps Ng & Ng, 1998
    - Silurichthys hasseltii Bleeker, 1858
    - Silurichthys indragiriensis Volz, 1904
    - Silurichthys ligneolus Ng & Tan, 2011
    - Silurichthys marmoratus Ng & Ng, 1998
    - Silurichthys phaiosoma (Bleeker, 1851)
    - Silurichthys sanguineus Roberts, 1989
    - Silurichthys schneideri Volz, 1904

  - Gattung Silurus Linnaeus, 1758 (14 Arten)
    - Aristoteles-Wels (Silurus aristotelis) Garman, 1890
    - Amur-Wels (Silurus asotus) Linnaeus, 1758
    - Silurus biwaensis (Tomoda, 1961)
    - Silurus chantrei Sauvage, 1882
    - Silurus duanensis Hu, Lan & Zhang, 2004
    - Europäischer Wels (Silurus glanis) Linnaeus, 1758
    - Silurus grahami Regan, 1907
    - Silurus lanzhouensis Chen, 1977
    - Silurus lithophilus (Tomoda, 1961)
    - Silurus mento Regan, 1904
    - Silurus meridionalis Chen, 1977
    - Silurus microdorsalis (Mori, 1936)
    - Silurus soldatovi Nikolskii & Soin, 1948
    - Silurus triostegus Heckel, 1843

  - Gattung Wallago Bleeker, 1851 (fünf Arten)
    - Gemeiner Hubschrauberwels (Wallago attu) (Bloch & Schneider, 1801)
    - Wallago hexanema  (Kner, 1866)
    - Wallago leerii  Bleeker, 1851
    - Wallago maculatus Inger & Chin, 1959
    - Wallago micropogon Ng, 2004